# Karel Roden

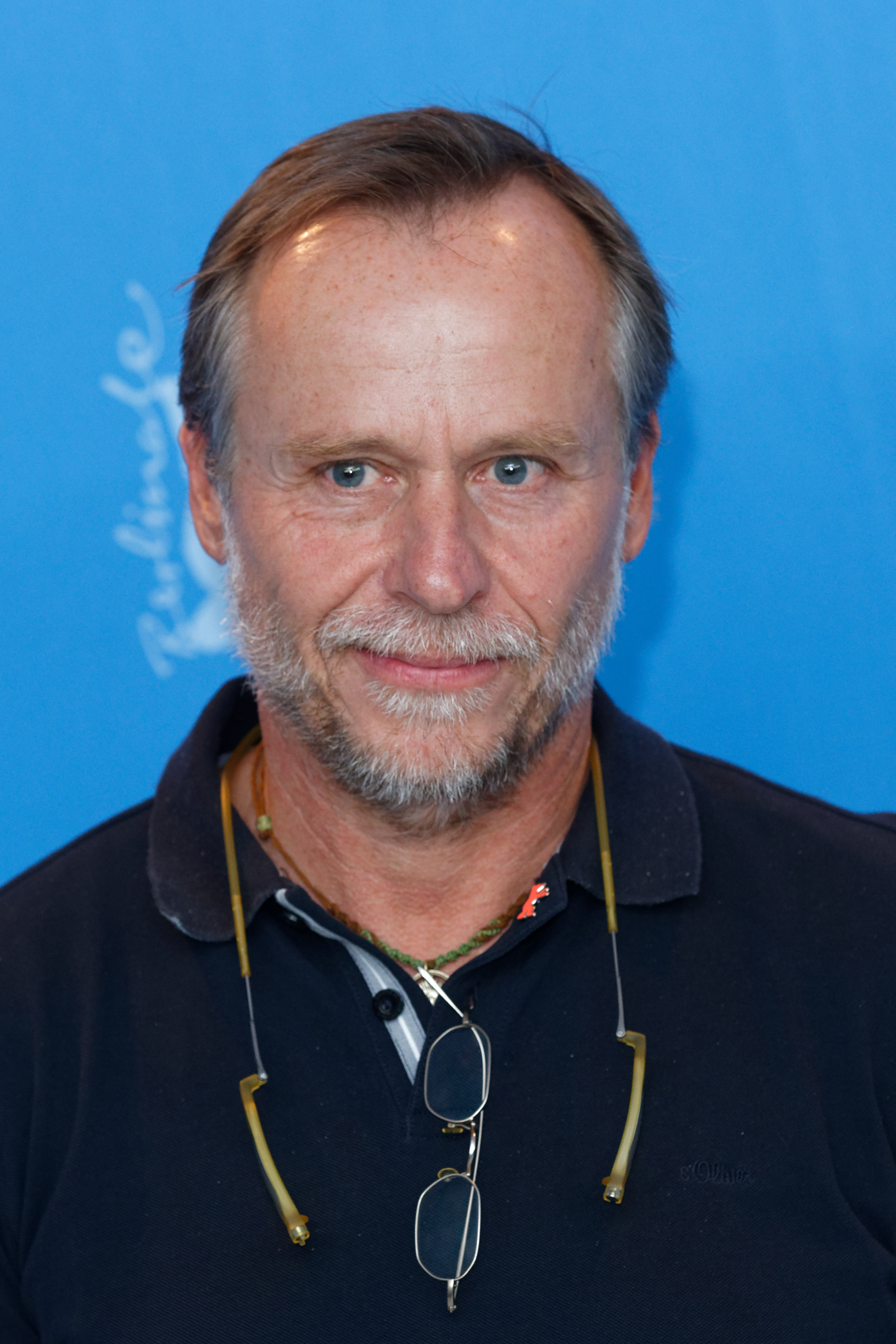
Karel Roden (2017)

Karel Roden (* 18. Mai 1962 in České Budějovice, Tschechoslowakei) ist ein tschechischer Schauspieler.

## Karriere
1982 begann Roden seine Schauspiellaufbahn mit dem Fernsehfilm Kvuli mne prestane. Danach spielte er in über 30 weiteren europäischen Produktionen. 2001 schaffte Roden den Sprung nach Hollywood mit dem Film 15 Minuten Ruhm. Dort agierte er an der Seite von Edward Burns und Robert De Niro. Es folgten Filme wie Blade II, Bulletproof Monk – Der kugelsichere Mönch sowie Die Bourne Verschwörung. 2006 spielte Roden im Thriller Running Scared. 2012 bekam er die Rolle des bösen Naziarztes Victor in Frankenstein’s Army.

## Filmografie (Auswahl)
- 1982: Kvuli mne prestane (Fernsehfilm)
- 1983: Zwei feurigen Damen (Miniserie)
- 1983: Vnitrní zrak (Fernsehfilm)
- 1983: Kmotri z blat (Fernsehfilm)
- 1984: Ohnivé zeny (Fernsehfilm)
- 1984: Nejdelsí návrat (Fernsehfilm)
- 1985: Wie Poeten ihre Illusion verlieren (Jak básníci přicházejí o iluze)
- 1985: Pusu, pusu, pusu! (Fernsehfilm)
- 1985: Prubezná bilance (Kurzfilm)
- 1986: Rubínová pohádka (Fernsehfilm)
- 1986: Ohnivé zeny se vracejí (Fernsehfilm)
- 1986: O stestí a kráse (Fernsehfilm)
- 1987: Muj hrísny muz
- 1987: Hauri
- 1987: Ohnivé zeny mezi námi (Fernsehfilm)
- 1987: Petr a Jan (Fernsehfilm)
- 1988: Wie Poeten das Leben genießen (Jak básníkům chutná život)
- 1988: Was ist das für ein Soldat (Copak je to za vojáka)
- 1988: Pan Tau – Der Film
- 1988: Cekání na Patrika
- 1988: Rodáci (Fernsehserie)
- 1989: Zeit der Diener (Čas sluhů)
- 1989: Masseba
- 1989: Sieben auf einen Streich (Sedem jednou ranou)
- 1991: Jen o rodinných zálezitostech
- 1991: Silnejsí nez já
- 1991: Corpus delicti
- 1991: Le flic de Moscou (Fernsehserie)
- 1991: Franz a Felice (Fernsehfilm)
- 1992: Prova di memoria
- 1992: Don Gio
- 1992: Prinzessin Fantaghirò II (Fantaghiro 2) (Miniserie, Folge 1x2)
- 1993: Kanárská spojka
- 1994: Hrad z pisku
- 1994: Der Ring des Drachen (Desideria e l’anello del drago) (Fernsehserie, 2 Folgen)
- 1995: Hodiny od Fourniera (Fernsehfilm)
- 1995: Ve svém byte bydlím sám (Kurzfilm)
- 1996: Prinzessin Alisea (Sorellina e il principe del sogno) (Fernsehserie, 2 Folgen)
- 1996: Eine kleine Jazzmusik
- 1996: Král Ubu
- 1996: O sirotkovi z Radhoste (Fernsehfilm)
- 1997: Der Feuervogel (Pták Ohnivák)
- 1997: Crackerjack 2
- 1998: Große Fallen, kleine Fallen (Pasti, pasti, pastičky)
- 1998: Cas dluhu
- 1998: Spravedlivý Bohumil (Fernsehfilm)
- 1999: Piraten der Karibik (Caraibi) (Miniserie, 4 Folgen)
- 1999: Praha ocima
- 1999: Dvojrole
- 1999: Kuře melancholik
- 1999: The Scarlet Pimpernel (Fernsehserie, Folge 1x3)
- 2000: Obeti a vrazi
- 2000: Der Blumenstrauß (Kytice)
- 2001: 15 Minuten Ruhm (15 Minutes)
- 2001: Parallele Welten (Paralelní světy)
- 2001: Cerní andelé (Fernsehserie, Folge 1x8)
- 2001: Verní abonenti (Fernsehfilm)
- 2001: God Lives Underwater: Fame (Kurzfilm)
- 2002: Blade II
- 2002: Sen (Kurzfilm)
- 2002: Bratri
- 2003: Bulletproof Monk – Der kugelsichere Mönch (Bulletproof Monk)
- 2003: Spooks – Im Visier des MI5 (Spooks) (Fernsehserie, Folge 2x1)
- 2004: ex-patriates
- 2004: Hellboy
- 2004: Die Bourne Verschwörung (The Bourne Supremacy)
- 2004: Vaterland – Lovecký deník
- 2005: Dead Fish
- 2005: Shut Up and Shoot Me
- 2006: Running Scared
- 2006: The Last Mission – Das Himmelfahrtskommando (The Last Drop)
- 2006: Summer Love
- 2006: The Abandoned – Die Verlassenen (Los Abandonados)
- 2006: Krásný cas (Fernsehfilm)
- 2007: Mr. Bean macht Ferien (Mr. Bean’s Holiday)
- 2007: Bestiár
- 2007: Tajnosti
- 2007: Vánocní príbeh (Fernsehfilm)
- 2007: Trapasy (Fernsehserie)
- 2008: Bathory
- 2008: Rock N Rolla (RocknRolla)
- 2008: Largo Winch – Tödliches Erbe (Largo Winch)
- 2008: Hlidac c.47
- 2009: olka Ferrari Dino
- 2009: Jménem krále
- 2009: Holy Money
- 2009: The Philanthropist (Fernsehserie, Folge 1x3)
- 2009: Orphan – Das Waisenkind (Orphan)
- 2009: Oko
- 2010: Habermanns Mühle (Habermannův mlýn)
- 2010: Heart Beat 3D
- 2011: Cat Run
- 2011: A Lonely Place to Die – Todesfalle Highlands (A Lonely Place to Die)
- 2011: Perfidia (Kurzfilm)
- 2011: Das Massaker von Lidice
- 2011: V peřině
- 2011: Alois Nebel
- 2011–2019: Terapie (Fernsehserie, 83Folgen)
- 2012: Čtyři slunce
- 2012: Signál
- 2012: Missing (Fernsehserie, 4 Folgen)
- 2013: Frankenstein’s Army
- 2013: The Wrong Mans – Falsche Zeit, falscher Ort (The Wrong Mans) (Fernsehserie, 2 Folgen)
- 2013–2014: Crossing Lines (Fernsehserie, 3 Folgen)
- 2014: Krásno
- 2014: Vinari (Fernsehserie, 2 -folgen)
- 2015: Der Fotograf (Fotograf)
- 2015: Schwert der Rache (Sword of Vengeance)
- 2015: ivadlo Komedie (Fernsehserie, Folge 1x12)
- 2015: Angel
- 2015: Familienfilm (Rodinný film)
- 2016: Zločin v Polné (Miniserie, 2 Folgen)
- 2016: Nikdy nejsme sami
- 2016: lk z Královských Vinohrad
- 2016: Der Verrat von München (Masaryk)
- 2017: Krizácek
- 2018: McMafia (Fernsehserie, 4 Folgen)
- 2019: The Glass Room
- 2019: The Pleasure Principle – Geometrie des Todes (Zasada przyjemności)(Fernsehserie, 10 Folgen)
- 2020: The Racer
- 2020: 3Bobule
- 2021: Gump – pes, který naucil lidi zít
- 2021: Vecírek
- 2022: Promlceno
- 2022: Medieval
- 2022: Der Böhme (Il Boemo)
- 2022: Indián
- 2022: Vánocní príbeh
- 2022: A Spy Among Friends (Miniserie, 6 Folgen)
- 2024: Hunyadi – Aufstieg zur Macht (Rise of the Raven, Fernsehserie)
- 2024: Nebelkind – The End of Silence

## Computerspiele
- 2008: Grand Theft Auto IV (Stimme von Mikhail Faustin)

## Auszeichnungen
Roden wurde bis jetzt dreimal für den Czech Lion als Bester Schauspieler nominiert (1999, 2000 und 2001). Des Weiteren erhielt er 1997 eine Nominierung in der Kategorie Bester Nebendarsteller.